# Lorenzo Bernucci
Lorenzo Bernucci (født 15. september 1979 i Sarzana) er en italiensk tidligere cykelrytter. 
Han har cyklet professionelt siden 2002, og kørte i 2002 til 2004 for holdet Landbouwkrediet - Colnago (LAN). I 2005 gik han over til Fassa Bortolo (FAS). Nu kører han for T-Mobile Team
Bernuccis hidtil største præstation kom da han vandt 6. etape af Tour de France 2005 fra Troyes til Nancy, en etape der i afslutningen blev stærkt præget af en massestyrt lige før mål. Dette var Bernuccis første sejer som professionel cykelrytter.

## Eksterne links
- Wikimedia Commons har flere filer relateret til Lorenzo Bernucci

- Lorenzo Bernuccis profil hos UCI (engelsk)
- Lorenzo Bernuccis profil på CycleBase (engelsk)
- Lorenzo Bernuccis profil på Cykelsiderne
- Lorenzo Bernuccis profil på Cycling Quotient (engelsk)
- Lorenzo Bernuccis profil på ProCyclingStats (engelsk)

| Cykling | Spire Denne biografi om en italiensk cykelrytter er en spire som bør udbygges. Du er velkommen til at hjælpe Wikipedia ved at udvide den. |